# Steatoda badia
Pour les articles homonymes, voir Badia (homonymie).
Espèce
Synonymes
- Teutana badia Roewer, 1961

Steatoda badia est une espèce d'araignées aranéomorphes de la famille des Theridiidae.

## Distribution
Cette espèce est endémique du Sénégal.

## Publication originale
- Roewer, 1961 : Opilioniden und Araneen, In Le Parc National de Niokolo-Koba, 2. Mémoires de l'Institut français d'Afrique noire, vol. 62, p. 33-81.